# Енергія (Полтава)
«Енергія» — український радянський футбольний клуб із Полтави. Команда створена в 1926 році як Металіст. В Листопаді 1934 перейменована в команда заводу імені Постишева (Полтавський турбомеханічний завод). З 1936 назва Рот Фронт. Узяв участь у розіграші Кубка СРСР 1938 року й вилетів після першого ж матча, програвши харківському «Авангарду» з рахунком 0:1. У тому ж році посів друге місце в першому Чемпіонаті Полтавської області. З 1947 року назва Енергія. У 1940-1950-х роках команда брала участь у розіграшах Кубка та Чемпіонату Полтавської області й була одним із лідерів футболу Полтавщини, ставши володарем кубка в 1955 році та чемпіоном у весняному турнірі 1956 року. В 1958 році припинив існування.

## Досягнення
Чемпіонат Полтавської області
- Чемпіон (1): 1956 (в)
- Срібний призер (5): 1938, 1952, 1953, 1954, 1955
- Бронзовий призер (1): 1957

Кубок Полтавської області
- Володар (1): 1955